# Malvalette
Malvalette is een gemeente in het Franse departement Haute-Loire (regio Auvergne-Rhône-Alpes) en telt 421 inwoners (1999). De plaats maakt deel uit van het arrondissement Yssingeaux.

## Geografie
De oppervlakte van Malvalette bedraagt 21,6 km², de bevolkingsdichtheid is 19,5 inwoners per km².
De onderstaande kaart toont de ligging van Malvalette met de belangrijkste infrastructuur en aangrenzende gemeenten.

## Demografie
Onderstaande figuur toont het verloop van het inwonertal (bron: INSEE-tellingen).